# كارلوس بوزر
كارلوس بوزر (بالإنجليزية: Carlos Boozer)‏ مواليد 20 نوفمبر 1981، هو لاعب كرة سلة أمريكي يلعب مع فريق لوس أنجلوس ليكرز في الرابطة الوطنية لكرة السلة ويحمل الرقم 5. يبلغ طوله 6 قدم 9 بوصة (2.1 م).

## فرق لعب لها
- كليفلاند كافالييرز
- يوتاه جاز
- شيكاغو بولز
- لوس أنجلوس ليكرز

## روابط خارجية
- كارلوس بوزر على موقع الاتحاد الدولي لكرة السلة (الإنجليزية)
- كارلوس بوزر على موقع إن بي أي (الإنجليزية)
- كارلوس بوزر على موقع سبورتس رفرنس (الإنجليزية)
- كارلوس بوزر على موقع كرة السلة الأوروبية.كوم (الإنجليزية)
- كارلوس بوزر على موقع إي إس بي إن.كوم (الإنجليزية)
- كارلوس بوزر على موقع كلية كرة السلة في سبورتس رفرنس.كوم (الإنجليزية)
- كارلوس بوزر على موقع ريلجم (الإنجليزية)
- كارلوس بوزر على موقع بروبوليرز (الإنجليزية)
- كارلوس بوزر على موقع سبورتس رفرنس (الإنجليزية)
- كارلوس بوزر على موقع أوليمبيديا (الإنجليزية)